# حزب الشعب الديفهي
حزب الشعب الديفيهي (بالديفهي: ދިވެހި ރައްޔިތުންގެ ޕާޓީ)‏ هو حزب سياسي في جزر المالديف. والذي يملك ثالث أكبر عدد من الأعضاء من بين جميع الأحزاب السياسية في جزر المالديف. في 2 حزيران / يونيه 2005 صوّت البرلمان بالإجماع على السماح بعمل الأحزاب السياسية في جزر المالديف. وكان الحزب قد قدم للتسجيل في 21 تموز / يوليه 2005 وكان ثاني حزب مسجل في الجمهورية الثانية للمالديف.
في أول انتخابات برلمانية متعددة الأحزاب في جزر المالديف في 9 أيار / مايو 2009 ، فاز الحزب بنسبة 36% من المقاعد (28 من أصل 77 مقعدا) في البرلمان، ليكون الحزب الذي يحصل على أكبر عدد من المقاعد. وحصل الحزب على ثاني أكبر عدد من الأصوات بنسبة 27.5% من الأصوات (39,399 صوتا) مقارنة مع 35.3% من الأصوات (50,562 صوتا) التي حصل عليها الحزب الديمقراطي المالديفي.
ومن أهداف الحزب التي أعلن عنها:
- تعزيز وحماية الروابط القائمة للوحدة الإسلامية.
- تهيئة جيل جديد من الشباب المنضبطين والموهوبين الذين سيحملون عبء التقدم الوطني في السنوات المقبلة.
- تحقيق العدالة.
- نمذجة المجتمع المالديفي لعكس تطلعات الناس.
- حماية المالديف من التأثيرات الخارجية الضارة.
- تسهيل الوصول إلى الخدمات الأساسية مثل السكن والتعليم والرعاية الصحية لكل مواطن.
- تقديم جيل جديد من القادة الشباب مع رؤية لتصميم الشؤون الداخلية في جو من السلام والوئام.
- إنشاء خدمة السكان الذين يعملون بجد من أجل تعزيز رفاهية الشعب.

## وصلات خارجية
- (في الديفيهي) https://web.archive.org/web/20120324173118/http://www.drp.mv/ - الموقع الرسمي